# Opponenterna
Opponenterna var en gruppe på 85 svenske kunstnere organiseret under ledelse af Ernst Josephson. Den 27. marts 1885 indsendte medlemmerne en skriftlig ansøgning til Kungliga Akademien för de fria konsterna ('Konstakademien') i Stockholm om modernisering og reform af kunstuddannelse, udstilling og promovering af kunstnere. Ansøgningen blev imidlertid afvist, hvilket førte til oprettelsen af Konstnärsförbundet det følgende år.
| - Blanchs konstsalong - Blanchs konstsalong ved Kungsträdgården, o. 1890 (sv) hvor Opponenternas utställning fandt sted 1885 |

## Rerferencer
1. ↑  Opslaget "Konstnärsförbundet" i Nordisk familjebok "Uggleupplagan" Bind 14, spalte 865